# Come potete giudicar/La mia libertà
Come potete giudicar/La mia libertà è il terzo singolo discografico del gruppo musicale I Nomadi pubblicato in Italia nel 1966.

## Descrizione
Come potete giudicar è la versione italiana della canzone The Revolution Kind di Sonny Bono ed era già stata pubblicata nel singolo precedente con un diverso lato B. Il lato B, La mia libertà, è la versione italiana del brano Girl Don't Tell Me di Brian Wilson già inciso dai The Beach Boys. Entrambi i brani hanno il testo in italiano attribuito a Toni Verona.

## Tracce
Lato A
1. Come potete giudicar – 3:07 (Sonny Bono, Toni Verona)

Lato B
1. La mia libertà – 2:12 (Brian Wilson, Toni Verona)

## Formazione
- Beppe Carletti: tastiere
- Bila Copellini: batteria
- Gianni Coron: basso
- Augusto Daolio: voce
- Franco Midili: chitarra